# Distrito de Huaribamba
El distrito peruano de Huaribamba es uno de los 18 distritos que conforman la Provincia de Tayacaja, ubicado en el Departamento de Huancavelica, Perú.

## Historia
Según la compilación de las leyes y decretos (1821-1967) de Justino M. TARAZONA 1968, la fecha de creación del Distrito de Huaribamba, de la Provincia de Tayacaja, señala como un Distrito en la época de la independencia.
Huaribamba como asentamiento poblacional se remonta a la época precolombina que data aproximadamente desde 2500 a. C. hasta 1476 a. C. considerados como guerreros chancas dentro de la influencia territorial de la cultura Wari.
Después de la conquista española que puso fin al imperio inca, Huaribamba es sometido al dominio español en el año de 1569; el licenciado Lope de Vega García de Castro dividió nuestro territorio en corregimientos y siendo Huaribamba ya considerada como doctrina Madre Santa Ana de Huanta, perteneciente eclesiásticamente al Cusco conjuntamente con San Pedro de Pampas.
Tras muchos años de resistencia contra el yugo español, la constitución política peruana sancionada por el primer congreso constituyente el 12 de noviembre de 1823, oficializa su división del territorio peruano disponiendo en su artículo séptimo: "Que a partir de la fecha la Intendencia pasa ser Departamento los Partidos se convierten en Provincias y las Parroquias en Distritos", y que hasta entonces Huaribamba considerado como una Parroquia denominada Santa Ana, es considerado Distrito automáticamente, perteneciente a la Provincia de Tayacaja.

## Autoridades

### Municipales
- 2019 - 2022[1]
  - Alcalde: Mario Cesario Riveros Reyes, del Movimiento Independiente Trabajando para Todos.
  - Regidores:

  1. Teófilo Pérez Vila (Movimiento Independiente Trabajando para Todos)
  2. Miriam Erika Trucios Alarcón (Movimiento Independiente Trabajando para Todos)
  3. Rolan Pérez Acevedo (Movimiento Independiente Trabajando para Todos)
  4. Cesar Ravolio Gutiérrez Pérez (Movimiento Independiente Trabajando para Todos)
  5. Zenobio Edgar Sulca Aysanoa (Movimiento Regional Agua)